# Hypentelium
Hypentelium – rodzaj słodkowodnych ryb karpiokształtnych z rodziny czukuczanowatych (Catostomidae).

## Występowanie
Ryby z tego rodzaju występują na terenie Ameryki Północnej.

## Klasyfikacja
Gatunki zaliczane do tego rodzaju:
- Hypentelium etowanum (D. S. Jordan, 1877)
- Hypentelium nigricans (Lesueur, 1817)
- Hypentelium roanokense (Raney & Lachner, 1947)